# Michael Joseph Mahony
Michael Joseph Mahony (11 de abril de 1951, Sídney, Australia) es un biólogo australiano. Sus intereses de investigación son la biología de la conservación, en citogenética y genética de Myobatrachidae (ranitas australianas).

## Biografía
Mahony es hijo de Vincent Patric y de Margaret Mary McCarney. De 1984 a 1985, fue investigador en el Laboratorio de citogenética en el Hospital Príncipe de Gales en Sídney. En 1986, fue galardonado por su tesis doctoral "Citogenética de las ranas myobatrachidos" por la Universidad de Macquarie en Sídney, con un doctorado Ph.D. en biología. De 1986 a 1990 trabajó como becario postdoctoral e investigador asociado en el Museo de Australia del Sur, de Adelaida.
En marzo de 1990, se casó con Leanne Kaye Pattinson, teniendo un hijo y una hija. De 1991 a 1995 fue profesor y desde 1996, profesor en la Universidad de Newcastle. De 1995 a 1997, Mahony fue Coordinador para Nueva Gales del Sur de la Comisión de Supervivencia de Especies para Ranas en Peligro de Extinción UICN. De 1996 a 1997, fue miembro del cuerpo técnico asesor para la evaluación regional de bosques en Nueva Gales del Sur.
De 1995 a 1997, fue miembro del Consejo Consultivo de Parques Nacionales de Nueva Gales del Sur. De 1994 a 1997, fue miembro del Comité de Administración General de Lake Macquarie City. De 1996 a 1997 fue miembro del consejo asesor en la Oficina de Coordinación Olímpica en Sídney.

## Especies nombradas
- Litoria daviesae, Litoria jungguy, Neobatrachus albipes, Neobatrachus kunapalari, Mixophyes coggeri, Spicospina flammocaerulea, Uperoleia glandulosa; así como la especie extinta Rheobatrachus vitellinus.

## Obra

### Algunas publicaciones
- Donnellan & Mahony, 2004. Allozyme, chromosomal and morphological variability in the Litoria lesueuri species group (Anura : Hylidae), including a description of a new species. Australian J. of Zoology 52 (1): 1-28.

## Honores

### Membresías
- Australian Genetics Society
- Australian Herpetological Society
- Australian Wildlife Management Society
- Australian Ecological Society.

### Eponimia
- Uperoleia mahonyi de la familia Myobatrachidae.[1]

## Abreviatura (zoología)
La abreviatura Mahony  se emplea para indicar a Michael Joseph Mahony como autoridad en la descripción y taxonomía en zoología.